# Оряховиця
Оря́ховиця (болг. Оряховица) — село в Старозагорській області Болгарії. Входить до складу общини Стара Загора.

## Населення
За даними перепису населення 2011 року у селі проживали 683 особи.
Національний склад населення села:
| Національність   | Кількість осіб | Відсоток |
| ---------------- | -------------- | -------- |
| болгари          | 507            | 74,8%    |
| цигани           | 163            | 24,0%    |
| турки            | 3              | 0,4%     |
| Всього відповіли | 678            |          |

Розподіл населення за віком у 2011 році:
Динаміка населення: